# Schweizerische Mathematische Gesellschaft
Die Schweizerische Mathematische Gesellschaft (SMG/SMS, französisch: Société Mathématique Suisse) ist eine Stiftung mit Sitz in Zürich zur Förderung der mathematischen Wissenschaften in der Schweiz. Die Gesellschaft wurde 1910 in Basel gegründet. Die Schweizerische Mathematische Gesellschaft ist Mitglied der European Mathematical Society.

## Geschichte
Vor 1800 waren die Universität Basel und die Académie de Genève die zwei bedeutendsten akademischen Institutionen auf dem Gebiet der Mathematik. Mit der Gründung des Eidgenössischen Polytechnikums 1855 erfuhr die Mathematik in der Schweiz eine Aufwertung. Beispielsweise verbrachten Richard Dedekind, Ferdinand Georg Frobenius, Adolf Hurwitz und Hermann Minkowski Zeit am Polytechnikum in Zürich. Das Promotionsrecht erlangte das Institut erst 1909, welches 1911 in ETH umbenannt wurde. Im Jahr 1897 fand in Zürich der erste Internationale Mathematikerkongress statt. Der Kongress wurde im Wesentlichen von Mathematikern der ETH und der Universität Zürich organisiert. Zu dieser Zeit fehlte in der Schweiz eine zusammenhängende Organisation im Fachgebiet Mathematik. Im Laufe des Kongresses regte Ferdinand Rudio an, die Werke Eulers herauszugeben. Diese Herausforderung führte indirekt zur Gründung der Schweizerischen Mathematischen Gesellschaft. Rudio, der damals Bibliotheksdirektor der ETH war, organisierte und koordinierte das Projekt. Es kam 1907 zur Gründung der Euler-Kommission und 1911 erschien der erste Band. Bis 2007 wurden über 70 Bände herausgegeben.
Am 4. September 1910 wurde als Sektion der Schweizerischen Naturforschenden die SMG/SMS in Basel gegründet. Vom 4. bis zum 7. September dieses Jahres tagte die Gesellschaft zum ersten Mal im kleinen Hörsaal in der Nähe des Bernoullianums. Rudolf Fueter aus Basel, Henri Fehr aus Genf und Marcel Grossmann aus Zürich waren die Gründungsmitglieder und ersten drei Präsidenten der Gesellschaft. Im Vordergrund sollte die „Pflege der reinen Mathematik stehen und die Förderung ihrer Fortschritte im nationalen und internationalen Rahmen“. Bereits im Gründungsjahr zählte die Gesellschaft über 100 Mitglieder; im Jahr 2017 verzeichnet die SMG/SMS rund 550 Mitglieder.

## Publikationen
Am 20. Mai 1928 gründete die Gesellschaft ein eigenes Publikationsorgan, das Commentarii Mathematici Helvetici. Im Jahr 1929 wurde der erste Band veröffentlicht. Fueter übernahm am Anfang die Redaktion der Zeitschrift, die in den Anfangsjahren meist nur Beiträge von in der Schweiz tätigen Mathematikern publizierte. Der Jahresumfang der Commentarii beträgt mittlerweile fast 1000 Seiten und geniesst durch das hohe wissenschaftliche Niveau internationales Renommee. Derzeit ist die Lausanner Mathematikprofessorin Eva Bayer-Fluckiger Chefredakteurin der CMH.
1946 wurde unabhängig von der Gesellschaft die Zeitschrift Elemente der Mathematik gegründet, die sich auch an Gymnasiallehrer als Leserschaft wandte. Diese Zeitschrift ging 1975 in den Besitz der Gesellschaft über und wird seither in deren Auftrag herausgegeben. Herausgeber der Zeitschrift ist im Moment Norbert Hungerbühler.

## Kongresse
Nach 1897, 1932 fand 1994 zum dritten Mal der Internationale Mathematiker-Kongress in Zürich statt. Im Auftrag der Internationalen Mathematischen Union übernahm die SMG/SMS die Organisation der Veranstaltung. 2007 war die SMG Gastgeberin des International Congress on Industrial and Applied Mathematics, der an der ETH Zürich und an der Universität Zürich stattfand.

## Ehrenmitglieder
Mit dem Jahr der Ernennung
- Rudolf Fueter (1935)
- Henri G. Fehr (1935)
- Marcel Grossmann (1935)
- Constantin Carathéodory (1943)
- Gustave Dumas (1944)
- Michel Plancherel (1954)
- Andreas Speiser (1954)
- Emile Marchand (1954)
- Heinz Hopf (1957)
- Walter Saxer (1957)
- George Pólya (1957)
- Louis Kollros (1958)
- Jean Leray (1960)
- Hassler Whitney (1960)
- Georges de Rham (1960)
- Rolf Nevanlinna (1963)
- Bartel Leendert van der Waerden (1973)
- Beno Eckmann (1977)
- Albert Pfluger (1978)
- Alexander Ostrowski (1978)
- Johann Jakob Burckhardt (1981)
- Christian Blatter (1994)
- Henri Carnal (1994)
- André Haefliger (1997)
- Michel Kervaire (1997)
- Jürgen Moser (1997)
- Ernst Specker (2005)
- Srishti D. Chatterji (2005)
- Hanspeter Kraft (2016)

## Präsidenten
- 1910–1912 Rudolf Fueter (1880–1950)
- 1913–1915 Henri G. Fehr (1870–1954)
- 1916–1917 Marcel Grossmann (1878–1936)
- 1918–1919 Michel Plancherel (1885–1967)
- 1920–1921 Louis Crelier
- 1922–1923 Gustave Dumas (Universität Lausanne)
- 1924–1925 Andreas Speiser (1885–1970)
- 1926–1927 Ferdinand Gonseth (1890–1975) (Bern)
- 1928–1929 Severin Bays (Fribourg)
- 1930–1931 Samuel Dumas (Bern)
- 1932–1933 Gustave Juvet (Lausanne)
- 1934–1935 Walter Saxer (1896–1974) (ETH Zürich)
- 1936–1937 Rolin Wavre (1896–1949)
- 1938–1939 Willy Scherrer (Bern)
- 1940–1941 Louis Kollros (1878–1959) (ETH Zürich)
- 1942–1943 Paul Buchner (Basel)
- 1944–1945 Georges de Rham (1903–1990)
- 1946–1947 Max Gut (Universität Zürich)
- 1948–1949 Charles Blanc (Universität Lausanne)
- 1950–1951 Albert Pfluger (1907–1993)
- 1952–1953 Félix Fiala (Neuchâtel)
- 1954–1955 Johann Jakob Burckhardt (1903–2006)
- 1956–1957 Eduard Stiefel (1909–1978)
- 1958–1959 Georges Vincent (Universität Lausanne)
- 1960–1961 Heinrich Jecklin (Universität Zürich)
- 1962–1963 Beno Eckmann (1917–2008)
- 1964–1965 Jean de Siebenthal (École Polytechnique Lausanne)
- 1966–1967 Heinz Huber (1926–2000) (Basel)
- 1968–1969 Walter Nef (Bern)
- 1970–1971 Roger Bader (Neuchâtel)
- 1972–1973 Ernst Specker (1920–2011) (ETH Zürich)
- 1974–1975 André Haefliger (1929–2023)
- 1976–1977 Heinrich Kleisli (1930–2011) (Fribourg)
- 1978–1979 André Delessert (Universität Lausanne)
- 1980–1981 Pierre Gabriel (1933–2015) (Peter Gabriel)
- 1982–1983 Alain Robert (1941–2025) (Neuchâtel)
- 1984–1985 Henri Carnal (Bern)
- 1986–1987 Srishti D. Chatterji (1935–2017) (École Polytechnique Lausanne)
- 1988–1989 Norbert A’Campo (* 1941) (Basel)
- 1990–1991 Urs Stammbach (* 1939) (ETH Zürich)
- 1992–1993 Harald Holmann (Fribourg)
- 1994–1995 François Sigrist (Neuchâtel)
- 1996–1997 Hans Jarchow (1941–2018) (Universität Zürich)
- 1998–1999 Gerhard Wanner (Genf)
- 2000–2001 Urs Würgler (Bern)
- 2002–2003 Rolf Jeltsch (ETH Zürich)
- 2004–2005 Peter Buser (* 1946) (École Polytechnique Lausanne)
- 2006–2007 Norbert Hungerbühler (* 1964) (Fribourg)
- 2008–2009 Viktor Schroeder (* 1955) (Universität Zürich)
- 2010–2011 Bruno Colbois (Neuchâtel)
- 2012–2013 Christine Riedtmann (* 1952) (Universität Bern)
- 2014–2015 Nicolas Monod (École Polytechnique Lausanne)
- 2016–2017 Anand Dessai (Université de Fribourg)
- 2018–2019 Urs Lang (ETH Zürich)
- 2020–21 Jeremy Blanc (Basel)
- 2022–23 Alain Valette[8] (Universität Neuenburg)